# Distrikt Ongoy
Der Distrikt Ongoy liegt in der Provinz Chincheros in der Region Apurímac in Zentral-Peru. Der Distrikt wurde am 21. Juni 1825 gegründet. Am 20. Dezember 2015 wurden Teile des Distrikts im Osten und Südosten abgespalten und bilden seither die beiden neu gegründeten Distrikte El Porvenir und Rocchacc. 
Die Distriktfläche beträgt 115 km². Beim Zensus 2017 wurden 2479 Einwohner gezählt. Die Distriktverwaltung befindet sich in der auf einer Höhe von etwa 2768 m gelegenen Ortschaft Ongoy mit 323 Einwohnern (Stand 2017). Ongoy liegt 14 km nordnordöstlich der Provinzhauptstadt Chincheros.

## Geographische Lage
Der Distrikt Ongoy liegt im Andenhochland im zentralen Nordosten der Provinz Chincheros. Die Längsausdehnung in SW-NO-Richtung beträgt knapp 20 km, die maximale Breite 10,5 km. Im Nordosten reicht der Distrikt beinahe an das rechte Flussufer des nach Südosten strömenden Río Pampas.
Der Distrikt Ongoy grenzt im Westen und im Norden an den Distrikt Huaccana, im Osten an den Distrikt El Porvenir, im Südosten an den Distrikt Rocchacc sowie im Südwesten an die Distrikte Anco Huallo und Chincheros.